# Аирйанэм-Ваэджа
Аирйа́нэм-Ваэ́джа (авест. airiianəm vaējah, airiianəm vaējō (часто airyanəm vaējah), «арийский простор») — мифическая прародина древних иранцев, ариев; согласно Видевдату, именно с неё начинается список из 16 «наилучших»  (авест. vahišta-) «местностей и областей» (авест. asah- и авест. šōiθra-), созданных Ахура Маздой для человечества.

## Описание
Эта страна описывается как бескрайняя равнина, через которую протекает прекрасная река Даитйя (Вахви-Датия). В качестве бедствий, посланных на страну, названы «змей рыжеватый» и десятимесячная зима. Суровые климатические условия «лучшей страны» вызывают дискуссии среди учёных — так, Гельмут Гумбах объясняет данное несоответствие утратой строки, которая присутствует в пехлевийском тексте Авесты: «а затем: семь месяцев лета и пять месяцев зимы», что вполне соответствует климатическим нормам. Довольно часто упоминается также в других пассажах Авесты как легендарная родина Заратуштры и как центр мира. По мнению Мэри Бойс, Аирйанэм-Ваэджа «кажется поздним дополнением» в этом списке. Именно с данным регионом отождествляли свою страну мидийские маги.

## Этимология
Древнеиранский термин airyanəm vaējah (в авестийском языке) образован от родительного падежа множественного числа слова airya и слова vaējah (в качестве именительного падежа часто выступает vaējō). Значение последнего слова не выяснено. По версии Гельмута Гумбаха, оно может быть родственно древнеиндийскому корню vej/vij (в ведийском языке «двигаться с большой скоростью») и обозначать ложе, течение либо поток быстротекущей реки, а также области, смежные с нею. Некоторые исследователи интерпретируют его как «семя» либо «зародыш». Авестийское airya этимологически родственно древнеперсидскому ariya.
От древнеиранского термина *aryānām xšaθra-, родственного авестийскому, происходит слово «Иран» (через среднеиранские интерпретации, такие как среднеперсидские термины Ērān-shahr, Эранвеж («Иранский простор») и в конечном счёте Ērān времён Сасанидской империи).

## Вопросы локализации
Историческое местонахождение Аирйанэм-Ваэджа до сих пор не определено. Джерардо Ньоли помещает данную местность в Гиндукуше на основании того, что все географические ссылки Авесты ограничиваются районом Восточного Ирана, южной Центральной Азии и Афганистана с Индом в качестве восточной границы. Согласно Майклу Витцелю, предпринявшему тщательный анализ филологических, лингвистических, географических и климатических отсылок в авестийских текстах, Аирйанэм-Ваэджа лежит в области центральных афганских гор, возможно, в областях на юг и север от Гиндукуша. Бахрам Фарахваши и Нассер Такмил Хомаюн предполагают, что данная страна располагалась около Хорезма, в области, которая сейчас разделена между несколькими центральноазиатскими республиками. Исследователь Шрикант Талагери предполагает, что Аирйанэм-Ваэджа размещалась в Кашмире.
Согласно И. С. Брагинскому в научной литературе имеются также следующие локализации Аирйанэм-Ваэджа: Хорезм, местность на берегу Аракса (в т. н. «мидийской теории»), область в междуречье Амударьи и Сырдарьи, южнорусские степи и ряд других. Также выдвигаются версии об одной из долин Памиро-Гиндукушского региона, об отождествлении Аирйанэм-Ваэджа иранцев и Арианы (Арии) греков эпохи эллинизма. Согласно И. М. Дьяконову Аирйанэм-Ваэджа «имеет гораздо более широкое значение, обнимающее не одну какую-нибудь область» — в том числе может служить общим названием для равнин Средней Азии и Восточного Ирана, заселённых оседлыми иранцами. Также учёный проводит возможную параллель между терминами Аирйанэм-Ваэджа и Арьйошайана (последний обозначает объединение, к которому относилось царство Кави Виштаспы).

## Комментарии
1. ↑  Существует ряд других транскрипций данного термина: Айриано-Ваэджо, Аирьяна Ваэджо, Айрьянем-Вэджо, Ариана Вэджа, Арйана Вэджа, Арианам Ваэджа, Арианам Вайджа.
2. ↑  Данная местность упоминается также в следующих местах Авесты: Видевдат: 1.1—2; 2.20—21. Ясна: 9.14. Яшт: 1.21; 5.17. 104; 17.45.